# Outlook.com
Outlook.com är en webbmejl från Microsoft. Tjänsten lanserades 2013 och ersatte då den tidigare tjänsten Hotmail. Outlook.com använder ett gränssnitt som påminner om Outlook i Microsoft Office.

## Funktioner
Precis som de andra stora distributörerna för webbaserad e-post använder Outlook.com AJAX som programmeringsteknik och stödjer alla senare versioner av Internet Explorer, Firefox, Safari och Google Chrome.
Outlook.com kan söka efter användarens meddelanden, filtrera meddelanden, organisera meddelanden med hjälp av mappar, importera och exportera kontakter som csv-filer, gruppera kontakter, signera automatiskt, filtrera bort datorvirus, adressera flera mottagare samt kommunicera i olika språk med användaren.

### Active view
Outlook.com Active view tillåter användaren att interagera med innehåll och funktioner direkt i sin e-post. Som exempel kan bifogade foton och filer ses en förhandsgranskning utan att filen sparas. Dessutom ger tjänsten tillgång till en partnerplattform vilken ger användaren möjlighet att direkt kunna se innehåll i sin e-post från partners såsom YouTube, Flickr och LinkedIn.

### Office Online-integrering
Outlook.com integrerar med Office Online genom att tillåta användning och redigering av dokument gjorda i Microsoft Office Word, Excel, och PowerPoint. Användare kan direkt öppna bifogade filer från Office inuti webbläsaren och spara dem på sin OneDrive. Användaren kan också göra ändringar på mottagna filer och returnera ändringarna till avsändaren. Dessutom kan användare även skicka upp till 25 GB Office-dokument (upp till 50 MB vardera) med Outlook.com genom att ladda upp dessa dokument till OneDrive och dela dessa dokument med andra användare för visning eller samarbete.

### Sortering
Outlook.com erbjuder möjligheten att ta bort eller sortera en stor mängd e-post till olika mappar. När en sortering väl är gjord kan användaren välja att låta tjänsten komma ihåg denne så att exempelvis e-post från en viss avsändare alltid hamnar i samma mapp eller att e-post från en avsändare direkt ska tas bort. Genom den här funktionen kan varje användare ställa in sina unika inställningar.

### Quick views och one-click-filter
Quick view gör det möjligt att filtrera all e-post i alla mappar efter bifogade dokument, bifogade foton och flaggade meddelanden. One-click-filter tillåter användare att filtrera inkorgen (eller en specifik mapp) baserat på huruvida e-postmeddelandet är oläst eller från listan personer, grupputskickslistor eller från ett socialt nätverk.

### Alias
Användare kan skapa ytterligare, unika e-postadresser, kallat alias, för sitt Microsoft-konto. Upp till 10 alias per år kan skapas för totalt upp till 10 adresser. För ett visst konto använder alla alias samma inkorg, kontaktlista och kontoinställningar - inklusive lösenord - som primäradress. E-postmeddelanden som skickas från ett alias avslöjar inte för mottagarna att de kommer från ett konto med andra adresser.

### Registrering
Vid registrering väljer användaren den domän som ska användas: @outlook.com eller @hotmail.com.

## Historia
Den 31 juli 2012 uppgav Microsoft att Hotmail skulle ersättas av en ny tjänst, kallad Outlook.com. Den 3 april 2013 stängdes Hotmail och ersattes av Outlook.com. En månad efter lanseringen, i maj 2013, uppgav Microsoft att Outlook.com hade 400 miljoner aktiva konton.
Den 8 augusti 2017 lanserade Microsoft en betaversion med nytt utseende för Outlook.com som valbart alternativ för användarna. Det nya utseendet innebar en mer tillgänglig sökfunktion och möjlighet att inkludera populära smileys och GIFar i mejlkonversationerna. I mars 2018 rullade det nya utseendet ut till alla användare. I juli 2018 hade Outlook.com fler än 400 miljoner aktiva användare.